# Michael Wieler
Michael Wieler (Wetzlar, 7 de febrero de 1981) es un deportista alemán que compitió en remo. Ganó tres medallas en el Campeonato Mundial de Remo entre los años 2008 y 2011.

## Palmarés internacional
| Campeonato Mundial | Campeonato Mundial   | Campeonato Mundial | Campeonato Mundial  |
| Año                | Lugar                | Medalla            | Prueba              |
| ------------------ | -------------------- | ------------------ | ------------------- |
| 2008               | Ottensheim (Austria) | Medalla de bronce  | Cuatro scull ligero |
| 2009               | Poznań (Polonia)     | Medalla de plata   | Cuatro scull ligero |
| 2011               | Bled (Eslovenia)     | Medalla de plata   | Cuatro scull ligero |